# Катастрофа Ан-12 под Сургутом 31 января 1971 года
Катастрофа Ан-12 под Сургутом 31 января 1971 года — авиационная катастрофа, произошедшая в воскресенье 31 января 1971 года в окрестностях Сургута с самолётом Ан-12Б авиакомпании Аэрофлот, в результате которой погибли 7 человек.

## Самолёт
Ан-12Б с бортовым номером 12996 (заводской — 00347403) был выпущен 31 августа 1970 года и передан Главному управлению гражданского воздушного флота, которое затем направило его во 2-й Тюменский авиаотряд Тюменского территориального управления гражданского воздушного флота. Всего на момент катастрофы борт 12996 имел 391 час налёта.

## Катастрофа
Самолёту предстояло выполнить грузовой рейс из Тюмени в Сургут по доставке 12 тонн свежемороженой тихоокеанской сельди, упакованной в коробки. Пилотировал его экипаж из 259 лётного отряда, состоящий из командира (КВС) К. И. Адамовича, второго пилота В. П. Пономарёва, штурмана Н. М. Евлантьева, бортмеханика Ю. А. Исакова, бортрадиста А. С. Андреева и бортпроводника Е. В. Трифонова. Также на борту находился сопровождающий груз. В 01:25 МСК авиалайнер вылетел из Тюменского аэропорта и после набора высоты занял эшелон 6000 метров.
В Сургуте небо было полностью затянуто слоистыми облаками с нижней границей 240 метров, дул свежий юго-юго-западный ветер, видимость составляла 6 километров, а температура воздуха −7 °C. В 02:30 МСК и в 120 километрах от аэропорта назначения, экипаж перешёл на связь с радарным диспетчерским пунктом (РДП) аэропорта Сургут и получил метеосводку. Когда Ан-12 был в 100 километрах от аэропорта, диспетчер разрешил снижаться до высоты 4500 метров. Спустившись на указанную высоту и сохраняя её, экипаж в 80 километрах от аэропорта перешёл на связь с диспетчером подхода, который разрешил снижаться до высоты 1200 метров. Выполнив указание, экипаж перешёл на связь уже с диспетчером старта (СДП) и в 02:34:30 доложил о занятии высоты 1200 метров. В ответ диспетчер старта сообщил, что посадка будет осуществляться по курсу 180° при давлении аэродрома 766 мм рт. ст. Далее экипаж начал выполнять снижение до высоты круга.
Проходя высоту 800—900 метров, в 02:35:30 экипаж сообщил о сильном обледенении, а спустя почти минуту — об очень сильном обледенении. При этом согласно данным расшифровки переговоров экипажа, противообледенительная система была включена. О занятии высоты 600 метров с самолёта сообщили в 02:37:12, через пару минут в 02:39:35 экипаж стал выполнять третий разворот (влево) на высоте 400 метров. Но за 10—15 секунд до завершения данного разворота самолёт начал вести себя ненормально, поэтому в 02:40:25 в кабине кто-то произнёс: «что-то двигатели потряхивать стали». В данном случае весьма вероятно, что эта тряска возникла из-за состояния, близкого к срыву потока на крыле. Когда третий разворот был завершён (02:40:39), то командир сразу дал команду выпустить закрылки на 15°, но спустя 5 секунд был вынужден дать команду убрать их обратно, так как экипаж заметил, что скорость снизилась с 330 до 310 км/ч, несмотря на увеличение режима работы двигателей.
Когда Ан-12 после выполнения третьего разворота вышел из левого крена, то через пару секунд он сам опять вошёл в небольшой левый крен. Экипаж было парировал крен незначительным отклонением штурвала вправо, но затем был вынужден резко отклонять штурвал сперва влево, а потом вправо, так как самолёт после вывода из левого крена быстро перешёл в правый крен, а затем (после отклонения штурвала влево) опять в левый, что вызвало снижение подъёмной силы крыла и привело к падению. Пилоты попытались спасти ситуацию, взяв штурвалы «на себя» (при этом возникла перегрузка 1,8—1,9g), но в 02:41:04 МСК (04:41:04 местного времени) Ан-12 на скорости 395 км/ч и с большим левым креном врезался в землю в 13,6 километрах севернее Сургутского аэропорта и у одного из озёр, после чего полностью разрушился и сгорел. Часть обломков, включая хвостовую часть, при этом попали в расположенное близ места падения озеро. Все 7 человек на борту погибли.

## Причины
Выводы комиссии: Сваливание при заходе на посадку сразу же после окончания третьего разворота в результате отложения льда на носке крыла. Образование льда на крыле имело место вследствие неполного открытия кранов отбора воздуха от двигателей и интенсивного обледенения.
Другие факторы:
1. Отсутствие у экипажа возможности контроля наличия льда на крыле и открытого положения заслонок кранов отбора воздуха от двигателей
2. Недостаточно чёткие рекомендации по пользованию отбором воздуха от двигателей в условиях обледенения в РЛЭ и инструкции экипажу Ан-12
3. Отсутствие рекомендаций по пилотированию в условиях интенсивного обледенения.

— 

## Последствия
С разницей в 9 дней (22 и 31 января 1971 года) у аэропорта Сургута разбились два Ан-12 — СССР-11000 и СССР-12996. При этом обе катастрофы произошли по аналогичной схеме — в процессе третьего разворота самолёт начинал самопроизвольно входить в крен из-за срыва потока на крыле, вызванного ухудшением аэродинамики вследствие обледенения, которое в свою очередь было вызвано недостаточной эффективностью противообледенительной системы, так как краны отбора горячего воздуха от двигателей не были полностью открыты. Чтобы подобных катастроф впредь не происходило, в систему управления отбором воздуха внесли существенные доработки, в том числе добавили сигнализацию полного открытия кранов. Также провели специальные испытания, по результатам которых смогли уточнить аэродинамические характеристики самолёта Ан-12 при обледенении. Это также привело к изменениям во многих руководящих документах гражданской авиации.